# Tiguitout
Tiguitout (auch: Tchiguitou, Téguitaout, Tiguitaout, Tiguittaou, Tiguittout) ist ein Dorf in der Landgemeinde Gadabédji in Niger.

## Geographie
Das von einem traditionellen Ortsvorsteher (chef traditionnel) geleitete Dorf befindet sich rund 39 Kilometer nördlich des Hauptorts Gadabédji der gleichnamigen Landgemeinde, die zum Departement Bermo in der Region Maradi gehört. Zu den Siedlungen in der näheren Umgebung von Tiguitout zählen Akadané im Westen und Eghadé im Nordosten.
Tiguitout liegt am Südufer der 69,5 Hektar großen Mare de Tiguitout, des größten Sees im Naturschutzgebiet Gadabédji-Reservat.

## Bevölkerung
Bei der Volkszählung 2012 hatte Tiguitout 183 Einwohner, die in 35 Haushalten lebten. Bei der Volkszählung 2001 betrug die Einwohnerzahl 358 in 55 Haushalten und bei der Volkszählung 1988 belief sich die Einwohnerzahl auf 162 in 32 Haushalten.

## Wirtschaft und Infrastruktur
Im Dorf wird ein Wochenmarkt abgehalten. Der Markttag ist Samstag. Es gibt eine Schule im Ort. Tiguitout ist mit dem Gemeindehauptort Gadabédji über eine Piste verbunden, die in der Regenzeit nur erschwert nutzbar ist.